# Sithon jaffra
Sithon jaffra är en fjärilsart som beskrevs av Thomas Horsfield 1829. Sithon jaffra ingår i släktet Sithon och familjen juvelvingar. Inga underarter finns listade i Catalogue of Life.